# Lua cheia

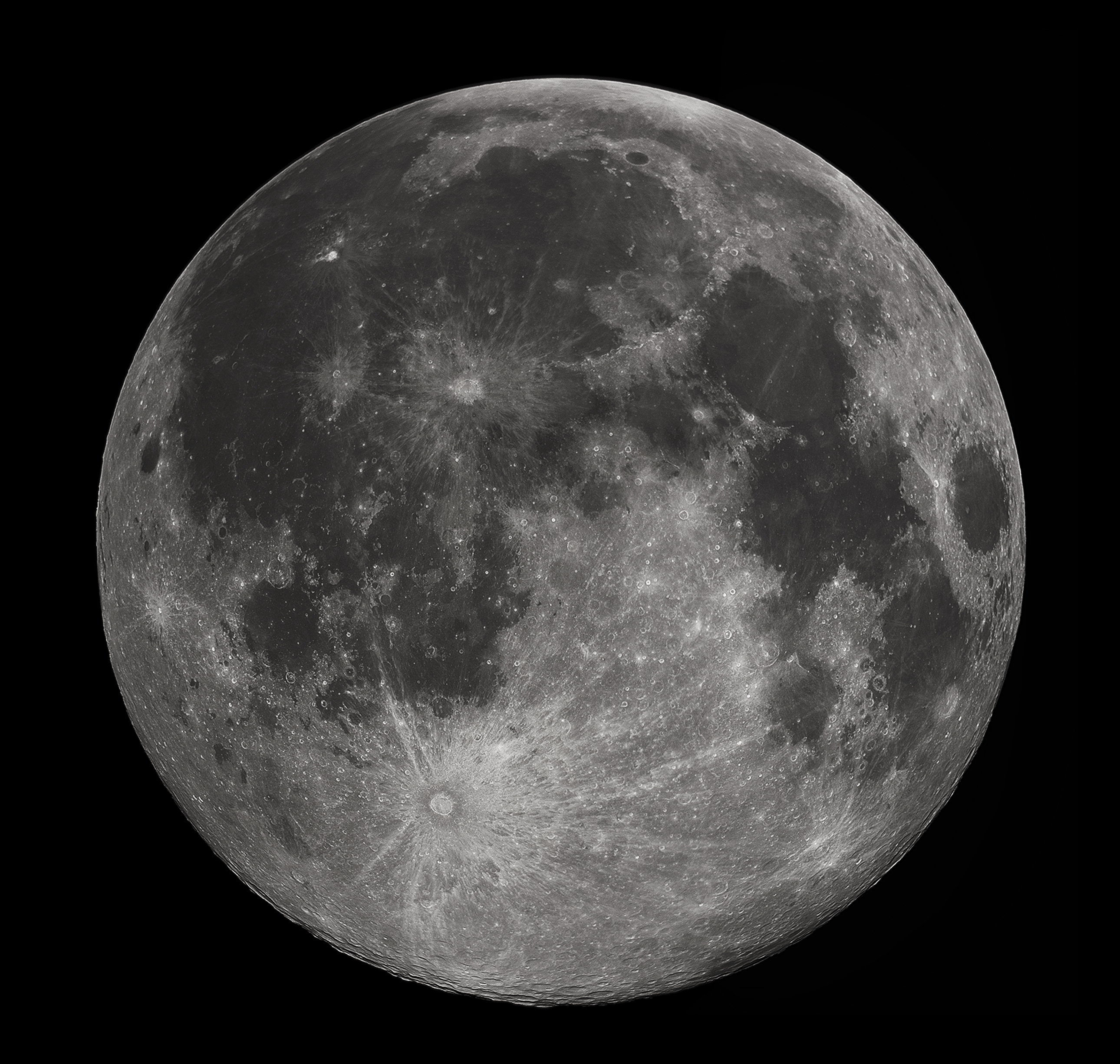
Lua na fase cheia como vista em Madison, Alabama, EUA.

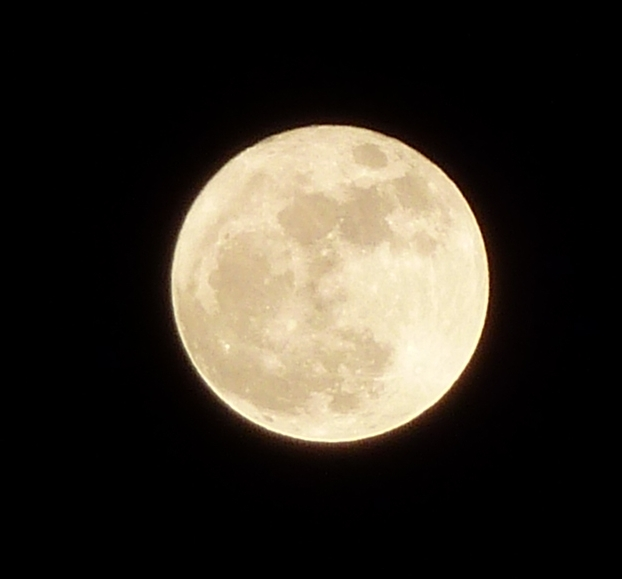
Superlua de 2011 vista de Culleredo, na Galiza, Espanha.

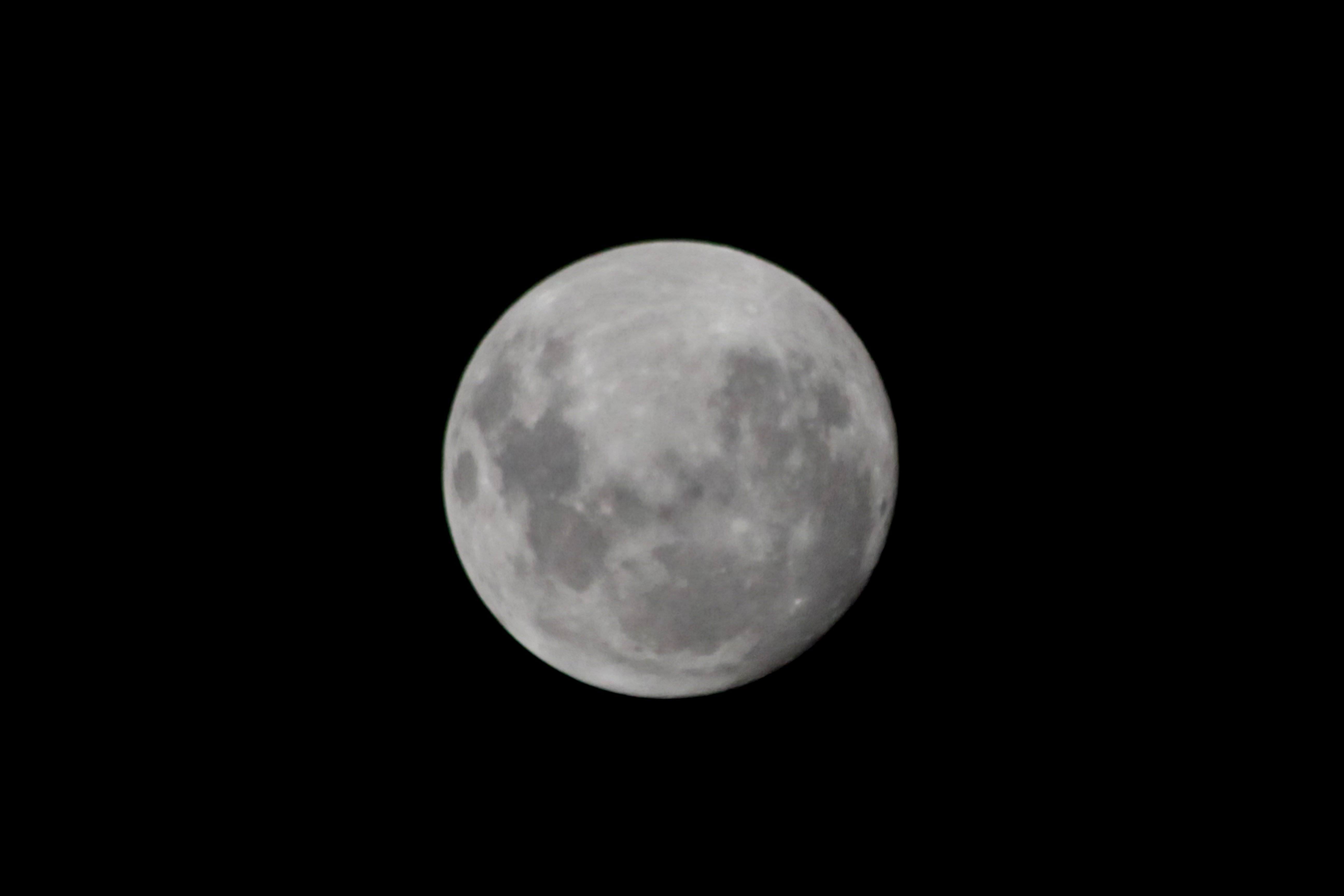
Lua cheia vista no céu de São Paulo, Brasil

Uma das fases da Lua, quando a sua totalidade é visível da Terra é chamada de Lua cheia. Ocorre quando a Lua completa um movimento de 180° após a Lua nova, assim, seu disco lunar totalmente iluminado e é visível à noite, pois ela se opõe ao Sol em relação à Terra. O brilho característico da Lua, bem dominante nessa fase, é denominado de luar.
Como a órbita lunar é uma elipse, e não um círculo perfeito, assim como as outras fases, a Lua cheia pode localizar no ponto mais próximo da Terra, Perigeu, ou mais distante, Apogeu. A Lua cheia no perigeu é 14% maior e 30% mais brilhante do que no apogeu. Em 19 de março de 2011, a lua cheia ficou a uma distância de 356 577 km da Terra. Já em 14 de novembro de 2016, o satélite alcançou a distância de 356.509 km da Terra, tal aproximação não ocorria desde janeiro de 1948. Contudo, a maior Superlua já registrada nos últimos tempos foi em 4 de janeiro de 1912, quando atingiu a excepcional aproximação de 356.375 km em relação à Terra.
A Lua cheia que ocorre logo após o equinócio de março, que ocorre por volta do dia 20 de março, determina a data da Páscoa, que realiza-se no domingo seguinte à data dessa lua cheia. Desse modo, a Páscoa pode acontecer de 22 de março a 25 de abril.

## Eclipses lunares
É nessa fase que ocorrem os eclipses lunares, que podem ser: 
- total, quando a Lua situa-se completamente na sombra da Terra;
- parcial, quando apenas parte dela fica escondida na sombra;
- penumbral, quando ela se localiza na região ao redor da sombra, chamada penumbra. Neste tipo de eclipse, ainda existem o chamado "penumbral total", quando o disco lunar fica completamente imerso na faixa de penumbra, que é mais raro de acontecer.

## Lua azul
Quando ocorrem duas luas cheias em um mesmo mês, o evento é conhecido pelo nome de Lua Azul, "Blue Moon" em inglês, cuja designação é difundida nos Estados Unidos, Canadá e Europa. No Brasil, esse termo não é bem difundido. Mas a Lua não fica azul de fato.

## Nomes das luas cheias
De acordo com a cultura britânica e norte-americana, cada Lua cheia que ocorre durante o ano recebe um nome diferente. Esses nomes estão relacionados às estações do ano, no Hemisfério Norte. E costumavam ser um referencial para a época de plantio, colheita, etc. Veja a seguir uma tabela com todas as Luas cheias do ano e seus nomes:
| Inverno (Hemisfério Norte)   |                                  |
| Janeiro                      | Wolf Moon (ou Old Moon)          |
| Fevereiro                    | Snow Moon (ou Wolf Moon)         |
| Março                        | Worm Moon (ou Lenten Moon)       |
| Primavera (Hemisfério Norte) |                                  |
| Abril                        | Pink Moon (ou Egg Moon)          |
| Maio                         | Flower Moon (ou Milk Moon)       |
| Junho                        | Strawberry Moon (ou Flower Moon) |
| Verão (Hemisfério Norte)     |                                  |
| Julho                        | Buck Moon (ou Hay Moon)          |
| Agosto                       | Sturgeon Moon (ou Grain Moon)    |
| Setembro                     | Harvest Moon (ou Fruit Moon)     |
| Outono (Hemisfério Norte)    |                                  |
| Outubro                      | Hunter's Moon (ou Harvest Moon)  |
| Novembro                     | Beaver moon (ou Hunter's Moon)   |
| Dezembro                     | Cold Moon (ou Oak Moon)          |